# Aubade

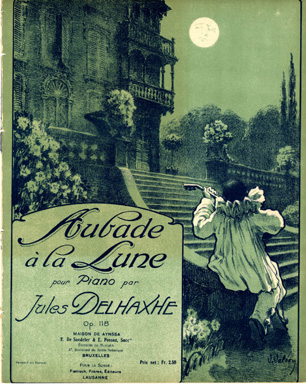
Bản nhạc dành cho Aubade à la Lune của Jules Delhaxhe

Một aubade là một bài hát tình yêu buổi sáng (trái ngược với bài serenade, dành cho buổi tối), hoặc là một bài hát hoặc bài thơ về những người yêu nhau biệt ly lúc bình minh. Nó cũng được định nghĩa là "một bài hát hoặc phần nhạc không lời liên quan, đi kèm hoặc gợi tưởng đến bình minh".
Trong nghĩa hạn hẹp nhất của thuật ngữ, một aubade là một bài hát mà tình nhân đang rời đi hát cho người phụ nữ đang ngủ. Các bài aubade thường bị nhầm lẫn với những bài hát được gọi là albas, mô tả một cuộc đối thoại giữa những người yêu biệt ly, một đoạn điệp khúc với từ alba, và một người canh gác cảnh báo những người yêu nhau về bình minh sắp tới.
Truyền thống về các bài aubade bắt nguồn ít nhất là từ thời các nhạc sĩ troubadour trường phái tình yêu quý tộc Provençal vào thời kỳ Trung kỳ Trung Cổ. Aubade trở nên phổ biến trở lại với sự xuất hiện của phong cách huyền bí vào thế kỷ 17. Bài thơ "The Sunne Rising" của John Donne là một ví dụ về aubade bằng tiếng Anh. Aubade được viết thịnh hành nhất là vào thời kỳ thế kỷ 18 và 19. Trong thế kỷ 20, chủ đề của aubade chuyển từ ngữ cảnh tình yêu quý tộc ban đầu sang chủ đề chung chung hơn về sự chia ly của con người vào buổi bình minh. Trong ngữ cảnh được định hình lại này, một số bài aubade nổi tiếng đã được xuất bản trong thế kỷ 20, như "Aubade" của Philip Larkin. Các nhà soạn nhạc Pháp vào đầu thế kỷ 20 cũng có viết một số bài aubade. Năm 1883, nhà soạn nhạc người Pháp Emmanuel Chabrier đã sáng tác một "Aubade" cho solo dương cầm, lấy cảm hứng từ chuyến đi Tây Ban Nha kéo dài bốn tháng. Maurice Ravel cũng đã bao gồm một aubade lấy cảm hứng từ Tây Ban Nha có tựa đề "Alborada del gracioso" trong suite nhạc dành cho piano Miroirs của mình năm 1906. Khúc aubade là trung tâm của suite nhạc dành cho piano Avant-dernières pensées của Erik Satie vào năm 1915. Nhà soạn nhạc Francis Poulenc sau đó đã viết (dưới hình thức bản hòa nhạc) một tác phẩm có tựa đề Aubade, ra mắt vào năm 1929.
Năm 2014, vũ công và biên đạo múa hiện đại Douglas Dunn đã trình diễn một tác phẩm có tựa đề Aubade, với trang phục, video và ánh sáng do Charles Atlas thiết kế cùng thơ ca của Anne Waldman.